# Appellations des membres de la maison de France
« Fils de France » redirige ici. Pour les autres significations, voir Fils de France (homonymie).
Jusqu'au milieu du XVIe siècle, les membres de la maison de France étaient simplement appelés monseigneur, suivi du titre de leur apanage. Les épithètes d'honneur tendirent à se multiplier au XIVe siècle, si bien qu'un prince comme Philippe le Bon était désigné comme le « Très haut, très puissant, très excellent et très magnanime prince monseigneur Philippe duc de Bourgogne »... Par la suite et jusqu'au XVIIIe siècle, les usages s'écourtèrent, se raffinèrent et évoluèrent en fonction des modes et de la volonté royale. À la fin de l'Ancien Régime, les membres de la maison de France étaient usuellement désignés par leur titre mais aussi par une expression connue décrivant leur position au sein de la dynastie. Ils étaient soit membres de la famille royale, soit membres des lignées de princes du sang. La connaissance de ces expressions est souvent nécessaire pour comprendre les textes d'auteurs comme Retz, Saint-Simon ou la marquise de Sévigné.

« … ce qui écherrait à délibérer ne serait pas s'il faudrait s'unir à Monsieur le Prince, mais ce qu'il faudrait que Monsieur fît pour se tenir Monsieur le Prince soumis à lui-même. »

— Cardinal de Retz, Mémoires

## La famille royale de France

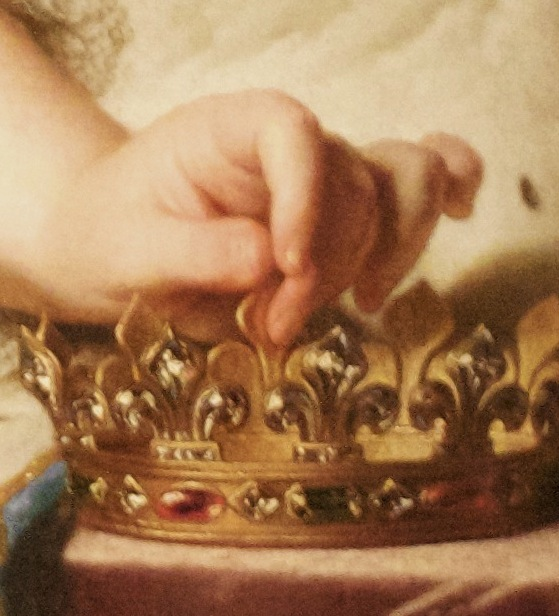
Une couronne d'un fils de France.

Entre le XVIe siècle[pourquoi ?] et 1830, la famille royale de France était composée, dans l'ordre du cérémonial, du roi, de sa femme (la reine), des reines douairières (parmi lesquelles la mère du roi — à condition qu'elle ait auparavant été reine, et ne se soit pas remariée par la suite — qui est appelée la reine mère), de ses enfants et des enfants de son fils aîné, de ses frères et sœurs, de ses oncles et tantes (ainsi que, le cas échéant, des filles de rois de France de branches précédemment éteintes), de ses autres petits-enfants, et de ses neveux, nièces et cousins germains (voire grand-oncle à la mode de Bretagne, comme dans le cas de Louis XV et du Régent entre 1715 et 1723). Les parents plus éloignés (petits-neveux, autres cousins) sont appelés les princes du sang.
L'ordre de dignité ou de préséance des membres de la famille royale était, selon l'usage français, à peu près le même que dans toutes les familles :
- le roi ;
- la reine ;
- les reines douairières ;
- le dauphin ;
- la dauphine ;
- les fils de France et leurs épouses, par ordre de primogéniture mâle ;
- les filles de France célibataires (les filles mariées et leurs enfants font partie de la famille de leur époux), au rang de leurs frères ou de leur père ;
- les petits-fils de France et leurs épouses, par ordre de primogéniture mâle ;
- les petites-filles de France célibataires (les petites-filles mariées et leurs enfants font partie de la famille de leur époux), au rang de leurs frères ou de leur père.

Venaient ensuite, juste après la famille royale (et avant les légitimés) :
- les princes du sang et leurs épouses, par ordre de primogéniture mâle ;
- les princesses du sang célibataires (les princesses du sang mariées et leurs enfants font partie de la famille de leur époux), au rang de leurs frères ou de leur père.

### Patronymes
Le roi et la reine de France n'ont pas de patronyme. Ce vide a conduit les révolutionnaires à leur donner le patronyme Capet, en reprenant le surnom de leur premier ancêtre masculin connu. Les enfants de France (fils de France et filles de France) portent le patronyme « de France ». Cet usage est ancien car il remonte à la fin du XIIIe siècle. Le roi, la reine et les enfants de France, signent de leur prénom seul, sans numéro ni surnom. C'est un privilège qui leur est réservé et qui marque leur prééminence au-dessus de tous les autres dynastes, qui doivent eux signer en ajoutant leur patronyme après leur prénom.
Les petits-enfants de France portent pour patronyme le nom de l'apanage qui a été conféré à leur père. S'ils font souche, ce nom devient leur patronyme héréditaire, comme pour la famille d'Orléans. C'est ainsi que les princes du sang ont pour patronyme le nom de l'apanage du fils de France dont ils descendent. Toutefois, quand une branche de princes du sang accède au trône en devenant la branche aînée de la dynastie, elle prend alors le nom « de France ».
La chute de la monarchie en 1830 a mis fin à cette transmission onomastique particulière, et de nos jours les membres de la branche aînée (issue de Louis XIV) de la maison de France s'appellent « de Bourbon » (car ce nom a été adopté par leurs ancêtres communs, Charles Ier et son frère Philippe Ier, ducs de Parme) — à l'exception notable de la famille régnante du Luxembourg, qui porte le nom de Nassau, tandis que la branche cadette du roi des Français Louis-Philippe et de son père Philippe Égalité porte depuis 1662 le patronyme « d'Orléans » (ou d'Orléans et Bragance pour les descendants de Gaston d'Orléans, comte d'Eu).

### Qualifications
- Le roi de France se fait appeler Votre Majesté ou Sire (et la reine, Votre Majesté ou Madame), et non « Majesté ». Sa Majesté est un prédicat utilisé pour mentionner le roi ou la reine à la troisième personne. Les autres membres de la famille royale se font appeler Monseigneur ou Madame, et non « Altesse ». En revanche, pour mentionner un membre de la famille royale à la troisième personne, on parle de Son Altesse royale.

- Les princes du sang portent la qualification d'altesse sérénissime depuis le Grand Condé (son père Henri de Bourbon avait porté celle d'altesse depuis le règne de Louis XIII). Le 21 septembre 1824, Charles X accorda[14] l'altesse royale au duc d'Orléans et au duc de Bourbon, et le lendemain[15] il l'accorda aussi aux enfants et à la sœur du duc d'Orléans.

- Dans les actes les plus officiels (traités, contrats, registres de catholicité)[16], le roi, la famille royale et les princes et princesses du sang sont désignés par une déclinaison de formules[17] appellatives[e], qui varièrent au fil des siècles avant d'être codifiées par un règlement[18] de Louis XIV en 1688 (à l'occasion[19] du mariage du prince de Conti avec l'aînée des filles du prince de Condé) : très haut, très puissant et très excellent prince(sse), pour le roi et la reine ; très haut, très puissant et excellent prince(sse), pour le dauphin et la dauphine ; très haut et très puissant prince(sse), pour les fils et filles de France (et les épouses des fils de France) ; très haut et puissant prince(sse), pour les petits-fils (et leurs épouses) et petites-filles de France, ainsi que pour les princes (et leurs épouses) et princesses du sang.
- On trouve parfois des variantes plus révérencieuses, notamment dans le contrat de mariage (1695) du duc de Saint-Simon, où le roi est qualifié de très haut, très puissant, très illustre et très magnanime prince, le dauphin (et son fils aîné) de très haut, très puissant et très illustre prince, et le duc d'Anjou de très haut, très puissant et très excellent prince.

### Titres ordinaires
- Dauphin de France : titre lié à la possession de la seigneurie du Dauphiné accordé en apanage au fils aîné du roi de France ou, en cas de mort du dauphin, au fils aîné de ce dernier s'il en laisse un, à son frère cadet sinon. La dauphine n'est pas l'aînée des filles, mais la femme du dauphin. Le titre de dauphin était réservé au successeur direct du roi.

- Fils de France est le titre donné aux fils du roi de France nés en légitime mariage. C'est l'équivalent[20] du titre d'infant donné aux fils des rois de Navarre, de Portugal et d'Espagne. Le titre apparaît au Moyen Âge, d'abord sous la forme de fils du roy de France ou fils de roy de France[f]. Le titre de fils de France sera ensuite étendu aux fils du dauphin, fils aîné du roi, et même aussi aux fils du fils aîné du dauphin[22],[23].

- Fille de France est le titre donné aux filles[g],[h] du roi nées en légitime mariage. C'est l'équivalent[20] du titre d'infante donné aux filles des rois de Navarre, de Portugal et d'Espagne. Le titre apparaît au Moyen Âge, d'abord sous la forme de fille du roy de France ou fille de roy de France. Le titre de fille de France sera ensuite étendu aux filles du dauphin, fils aîné du roi. La sœur du roi pouvait recevoir le titre de fille de France, même si leur père n'avait été que prince du sang (ce fut le cas de la sœur d'Henri IV, titrée fille de France[27],[28] par son frère en 1599). Une fille de France avait pour adresse « Madame », suivi de son prénom ou de son titre si elle était apanagée.

- Enfants de France : titre désignant collectivement les fils de France et les filles de France. C'est en 1330 que le titre d'enfant de France est donné pour la première fois[29],[30],[25], à Louis de France (né le 8 juin 1330 et mort le 23 juin de cette même année), fils puîné du roi Philippe VI.

- Petit-fils de France : titre accordé aux fils légitimes d’un fils de France autres que ceux du dauphin et du fils aîné de ce dernier ; à la condition toutefois d'être petit-fils d'un roi de France. Cette condition devint caduque en 1787, quand Louis XVI fit petits-fils de France[i] les ducs d'Angoulême et de Berry, dont le père (le comte d'Artois) était fils de France mais dont le grand-père n'avait été que dauphin.

- Petite-fille de France : titre accordé aux filles légitimes d’un fils de France autres que ceux du dauphin et du fils aîné de ce dernier ; à la condition toutefois d'être petite-fille d'un roi de France. Ce titre fut créé à l’instigation de Gaston de France (1608-1660) afin de donner une préséance à sa fille par rapport aux princesses du sang[31].

- Petits-enfants de France : titre désignant collectivement les petits-fils de France et les petites-filles de France.

- Monseigneur
  - Ce titre (abréviation de Monseigneur le dauphin) désigne Louis de France (1661-1711)[32], dit aussi « le Grand Dauphin » pour le distinguer de son fils. Le Grand Dauphin était le seul fils survivant de Louis XIV et de son épouse Marie-Thérèse d’Autriche, et le grand-père de Louis XV.

- Monsieur (employé seul)
  - Parmi les frères cadets du roi, c'est le frère le plus âgé. Le terme est en usage depuis Henri III.
  - Exemples :
    - Gaston de France (1608-1660), duc d'Orléans, frère de Louis XIII. Aussi appelé « le Grand Monsieur » à partir de 1640 pour le différencier du frère de Louis XIV.
    - Philippe de France (1640-1701), frère de Louis XIV, aussi appelé « le Petit Monsieur » jusqu’en 1660 (jusqu'à la mort de Gaston d'Orléans). C’est le chef de la maison d’Orléans, époux d’Henriette d’Angleterre puis de la princesse Palatine Élisabeth-Charlotte de Bavière (1652-1722). Il meurt en 1701 et son fils, Philippe d’Orléans, sera régent en 1715.
    - Pendant le règne de Louis XVI, « Monsieur » désigne le comte de Provence (1755-1824), futur Louis XVIII.
    - Pendant le règne de Louis XVIII, « Monsieur » désigne le comte d’Artois (1757-1836), futur Charles X.

- Madame (employé seul)
  - C'est l'aînée des filles du roi, ou, à défaut, l’épouse de Monsieur : la Princesse Palatine écrit à une correspondante bavaroise : « Si le roi avait une fille elle serait Madame, et moi, Madame, duchesse d'Orléans. »
  - Exemples :
    - Henriette d’Angleterre et la princesse Palatine Élisabeth-Charlotte de Bavière, épouses successives du duc d’Orléans, frère de Louis XIV.
    - Élisabeth de France, fille aînée de Louis XV, aussi appelée Madame Première ou Madame Royale.

- Madame Première
  - Nom porté par Élisabeth de France, fille aînée de Louis XV, aussi appelée Madame ou Madame Royale. Les filles suivantes porteront les noms de Madame Seconde, Madame Troisième, etc, ou seront désignées par l’appellation « Madame » suivie de leur prénom (Madame Victoire).

- Madame Royale
  - C’est la fille la plus âgée du roi lorsque le titre de Madame est porté par l’épouse de Monsieur. Elle perd en principe ce titre lors de son mariage.
  - Exemples :
    - Élisabeth de France, fille aînée de Louis XV, aussi appelée Madame ou Madame Première.
    - Adélaïde de France, autre fille de Louis XV après la mort de Madame Henriette.
    - Marie-Thérèse de France, fille de Louis XVI.

  - Certains auteurs utilisent ce titre pour désigner des princesses de branche collatérale[réf. nécessaire], en dépit du titre de « Mademoiselle » qui leur est conféré, tel qu’Anne-Marie d'Orléans (1669-1728) ou Élisabeth-Charlotte d'Orléans (1676-1744), respectivement deuxième et troisième filles de Monsieur, frère de Louis XIV. Elles semblent garder le titre après leur mariage si elles épousent un noble de rang inférieur.

- La monarchie de Juillet créa pour les filles et la sœur du roi des Français le titre de princesse d'Orléans (ordonnance royale[33] du 13 août 1830), en remplacement de leur titre de princesse du sang, qui cessa d'être utilisé. Pour les dynastes mâles en revanche (à l'époque les seuls fils du roi), dont le titre de prince du sang fut lui aussi abandonné en 1830, aucun titre princier ne fut créé et ils ne conservèrent que le titre personnel qu'ils avaient reçu de Louis XVIII (duc de Nemours, prince de Joinville, duc d'Aumale et duc de Montpensier), à l'exception de l'aîné (Ferdinand-Philippe d'Orléans) qui fut titré prince royal et duc d'Orléans. Toutefois, le titre de courtoisie de prince d'Orléans fut adopté par les descendants de Louis-Philippe Ier après la révolution de 1848, bien que ce titre n'ait jamais existé historiquement[34].

- Avec la mort du comte de Chambord en 1883 et la prétention orléaniste à relever sa succession, le rameau aîné des descendants de Louis-Philippe Ier adopta le titre de courtoisie de prince de France (bien que sous l'Ancien Régime et la Restauration, ni du reste sous la monarchie de Juillet, les dynastes n'aient jamais porté un tel titre[34]). Dès 1884, le quotidien orléaniste Le Gaulois (dont le rédacteur en chef était Henry de Pène, ancien légitimiste rallié aux Orléans) désigna Amélie d'Orléans et Hélène d'Orléans (filles du prétendant Philippe d'Orléans, comte de Paris) sous l'appellation inédite de « princesses Amélie et Hélène de France »[35]. L'usage s'est perpétué jusqu'à nos jours dans la presse orléaniste, et est parfois adopté par les journalistes républicains[36]. De leur côté, les prétendants légitimistes et leur famille ont pris le titre de courtoisie de prince de Bourbon (qui n'existait pas[34] non plus sous la monarchie).

### Récapitulatif
|  |  |  |  |  |  |                                     |                                     |                                     |                                     |                                     |                                     |  |  |                                             |                                             |                                             |                                             |                                             |                                             |  |  |                                                           |                                                           |                                                           |                                                           |                                                           |                                                           |  |  |                                  |                                  |                                  |                                  |                                  |                                  |  |  |                                       |                                       |                                       |                                       |                                       |                                       |
|  |  |  |  |  |  |                                     |                                     |                                     |                                     |                                     |                                     |  |  |                                             |                                             |                                             |                                             |                                             |                                             |  |  |                                                           |                                                           |                                                           |                                                           |                                                           |                                                           |  |  |                                  |                                  |                                  |                                  |                                  |                                  |  |  |                                       |                                       |                                       |                                       |                                       |                                       |
|  |  |  |  |  |  | Roi de France                       | Roi de France                       | Roi de France                       | Roi de France                       | Roi de France                       | Roi de France                       |  |  | Monsieur Frère cadet du roi                 | Monsieur Frère cadet du roi                 | Monsieur Frère cadet du roi                 | Monsieur Frère cadet du roi                 | Monsieur Frère cadet du roi                 | Monsieur Frère cadet du roi                 |  |  | Madame Épouse de Monsieur                                 | Madame Épouse de Monsieur                                 | Madame Épouse de Monsieur                                 | Madame Épouse de Monsieur                                 | Madame Épouse de Monsieur                                 | Madame Épouse de Monsieur                                 |  |  |                                  |                                  |                                  |                                  |                                  |                                  |  |  |                                       |                                       |                                       |                                       |                                       |                                       |
|  |  |  |  |  |  | Roi de France                       | Roi de France                       | Roi de France                       | Roi de France                       | Roi de France                       | Roi de France                       |  |  | Monsieur Frère cadet du roi                 | Monsieur Frère cadet du roi                 | Monsieur Frère cadet du roi                 | Monsieur Frère cadet du roi                 | Monsieur Frère cadet du roi                 | Monsieur Frère cadet du roi                 |  |  | Madame Épouse de Monsieur                                 | Madame Épouse de Monsieur                                 | Madame Épouse de Monsieur                                 | Madame Épouse de Monsieur                                 | Madame Épouse de Monsieur                                 | Madame Épouse de Monsieur                                 |  |  |                                  |                                  |                                  |                                  |                                  |                                  |  |  |                                       |                                       |                                       |                                       |                                       |                                       |
|  |  |  |  |  |  |                                     |                                     |                                     |                                     |                                     |                                     |  |  |                                             |                                             |                                             |                                             |                                             |                                             |  |  |                                                           |                                                           |                                                           |                                                           |                                                           |                                                           |  |  |                                  |                                  |                                  |                                  |                                  |                                  |  |  |                                       |                                       |                                       |                                       |                                       |                                       |
|  |  |  |  |  |  |                                     |                                     |                                     |                                     |                                     |                                     |  |  |                                             |                                             |                                             |                                             |                                             |                                             |  |  |                                                           |                                                           |                                                           |                                                           |                                                           |                                                           |  |  |                                  |                                  |                                  |                                  |                                  |                                  |  |  |                                       |                                       |                                       |                                       |                                       |                                       |
|  |  |  |  |  |  | Dauphin de France Fils aîné du roi  | Dauphin de France Fils aîné du roi  | Dauphin de France Fils aîné du roi  | Dauphin de France Fils aîné du roi  | Dauphin de France Fils aîné du roi  | Dauphin de France Fils aîné du roi  |  |  | Madame la dauphine Épouse de Monseigneur    | Madame la dauphine Épouse de Monseigneur    | Madame la dauphine Épouse de Monseigneur    | Madame la dauphine Épouse de Monseigneur    | Madame la dauphine Épouse de Monseigneur    | Madame la dauphine Épouse de Monseigneur    |  |  | Fils de France Autres fils du roi                         | Fils de France Autres fils du roi                         | Fils de France Autres fils du roi                         | Fils de France Autres fils du roi                         | Fils de France Autres fils du roi                         | Fils de France Autres fils du roi                         |  |  | Madame Royale Fille aînée du roi | Madame Royale Fille aînée du roi | Madame Royale Fille aînée du roi | Madame Royale Fille aînée du roi | Madame Royale Fille aînée du roi | Madame Royale Fille aînée du roi |  |  | Filles de France Autres filles du roi | Filles de France Autres filles du roi | Filles de France Autres filles du roi | Filles de France Autres filles du roi | Filles de France Autres filles du roi | Filles de France Autres filles du roi |
|  |  |  |  |  |  | Dauphin de France Fils aîné du roi  | Dauphin de France Fils aîné du roi  | Dauphin de France Fils aîné du roi  | Dauphin de France Fils aîné du roi  | Dauphin de France Fils aîné du roi  | Dauphin de France Fils aîné du roi  |  |  | Madame la dauphine Épouse de Monseigneur    | Madame la dauphine Épouse de Monseigneur    | Madame la dauphine Épouse de Monseigneur    | Madame la dauphine Épouse de Monseigneur    | Madame la dauphine Épouse de Monseigneur    | Madame la dauphine Épouse de Monseigneur    |  |  | Fils de France Autres fils du roi                         | Fils de France Autres fils du roi                         | Fils de France Autres fils du roi                         | Fils de France Autres fils du roi                         | Fils de France Autres fils du roi                         | Fils de France Autres fils du roi                         |  |  | Madame Royale Fille aînée du roi | Madame Royale Fille aînée du roi | Madame Royale Fille aînée du roi | Madame Royale Fille aînée du roi | Madame Royale Fille aînée du roi | Madame Royale Fille aînée du roi |  |  | Filles de France Autres filles du roi | Filles de France Autres filles du roi | Filles de France Autres filles du roi | Filles de France Autres filles du roi | Filles de France Autres filles du roi | Filles de France Autres filles du roi |
|  |  |  |  |  |  |                                     |                                     |                                     |                                     |                                     |                                     |  |  |                                             |                                             |                                             |                                             |                                             |                                             |  |  |                                                           |                                                           |                                                           |                                                           |                                                           |                                                           |  |  |                                  |                                  |                                  |                                  |                                  |                                  |  |  |                                       |                                       |                                       |                                       |                                       |                                       |
|  |  |  |  |  |  |                                     |                                     |                                     |                                     |                                     |                                     |  |  |                                             |                                             |                                             |                                             |                                             |                                             |  |  |                                                           |                                                           |                                                           |                                                           |                                                           |                                                           |  |  |                                  |                                  |                                  |                                  |                                  |                                  |  |  |                                       |                                       |                                       |                                       |                                       |                                       |
|  |  |  |  |  |  | Fils de France Fils aîné du dauphin | Fils de France Fils aîné du dauphin | Fils de France Fils aîné du dauphin | Fils de France Fils aîné du dauphin | Fils de France Fils aîné du dauphin | Fils de France Fils aîné du dauphin |  |  | Enfants de France Autres enfants du dauphin | Enfants de France Autres enfants du dauphin | Enfants de France Autres enfants du dauphin | Enfants de France Autres enfants du dauphin | Enfants de France Autres enfants du dauphin | Enfants de France Autres enfants du dauphin |  |  | Petits-enfants de France Petits-enfants agnatiques du roi | Petits-enfants de France Petits-enfants agnatiques du roi | Petits-enfants de France Petits-enfants agnatiques du roi | Petits-enfants de France Petits-enfants agnatiques du roi | Petits-enfants de France Petits-enfants agnatiques du roi | Petits-enfants de France Petits-enfants agnatiques du roi |  |  |                                  |                                  |                                  |                                  |                                  |                                  |  |  |                                       |                                       |                                       |                                       |                                       |                                       |
|  |  |  |  |  |  | Fils de France Fils aîné du dauphin | Fils de France Fils aîné du dauphin | Fils de France Fils aîné du dauphin | Fils de France Fils aîné du dauphin | Fils de France Fils aîné du dauphin | Fils de France Fils aîné du dauphin |  |  | Enfants de France Autres enfants du dauphin | Enfants de France Autres enfants du dauphin | Enfants de France Autres enfants du dauphin | Enfants de France Autres enfants du dauphin | Enfants de France Autres enfants du dauphin | Enfants de France Autres enfants du dauphin |  |  | Petits-enfants de France Petits-enfants agnatiques du roi | Petits-enfants de France Petits-enfants agnatiques du roi | Petits-enfants de France Petits-enfants agnatiques du roi | Petits-enfants de France Petits-enfants agnatiques du roi | Petits-enfants de France Petits-enfants agnatiques du roi | Petits-enfants de France Petits-enfants agnatiques du roi |  |  |                                  |                                  |                                  |                                  |                                  |                                  |  |  |                                       |                                       |                                       |                                       |                                       |                                       |
|  |  |  |  |  |  | Enfants de France Agnats aînés      | Enfants de France Agnats aînés      | Enfants de France Agnats aînés      | Enfants de France Agnats aînés      | Enfants de France Agnats aînés      | Enfants de France Agnats aînés      |  |  |                                             |                                             |                                             |                                             |                                             |                                             |  |  | Princes du sang Agnats                                    | Princes du sang Agnats                                    | Princes du sang Agnats                                    | Princes du sang Agnats                                    | Princes du sang Agnats                                    | Princes du sang Agnats                                    |  |  |                                  |                                  |                                  |                                  |                                  |                                  |  |  |                                       |                                       |                                       |                                       |                                       |                                       |

## Les lignées de princes du sang de France

### Composition
Les membres de la maison de France autres que ceux appartenant à la famille royale sont les princes du sang. Il s'agit des princes et princesses issus par les mâles d'un petit-fils de France.

### Appellations courantes
- Monsieur le Prince
  - C'est l'appellation du premier prince du sang. Il est donné par « grâce[37] » jusqu'en 1709 au prince de Condé, héritier de la maison de Condé, qui remonte à un oncle d'Henri IV. Après 1709, l'appellation n'est pas reprise par les ducs d'Orléans, premiers princes du sang[38].
  - Exemples :
    - Louis II de Bourbon-Condé, dit le Grand Condé (1621-1686), personnage central de la Fronde et des récits du cardinal de Retz.
    - Henri Jules de Bourbon-Condé (1643-1709), fils du précédent. Il est le dernier de sa branche à porter le nom de « Monsieur le Prince[37] ».

- Madame la Princesse
  - Épouse de Monsieur le Prince.

- Monsieur le Duc
  - C'est le duc d'Enghien, fils aîné de Monsieur le Prince. Il devient prince de Condé à la mort de son père. À la mort du prince Henri-Jules en 1709, Louis XIV décide que Louis III, nouveau prince de Condé, continuera d'être appelé « Monsieur le Duc »[37]. À sa mort, son fils Louis-Henri, 7e prince de Condé, est appelé à son tour « Monsieur le Duc ».

- Madame la Duchesse
  - Épouse de Monsieur le Duc.

- Mademoiselle
  - Fille aînée de Monsieur.
  - Les filles cadettes reçoivent l'appellation « Mademoiselle » suivie de leur prénom ou d'un apanage (Mademoiselle de Chartres).

- La Grande Mademoiselle
  - Mademoiselle de Montpensier (1627-1693), fille de Gaston d'Orléans, donc cousine de Louis XIV par la branche cadette.

- Monsieur le Prince-Dauphin (d'Auvergne)

En 1538, on érige, pour une branche de la Maison de Bourbon dont la Grande Mademoiselle est l'héritière « d'une Montpensier pour mère », écrit madame de Sévigné, le comté de Montpensier en duché de Montpensier en y intégrant le Dauphiné d'Auvergne . L'usage de cour fit du fils aîné du duc de Montpensier « Monsieur le Prince-Dauphin, ».
- Monsieur le Comte

À l'accession au trône d'Henri IV en 1589, les princes de Condé deviennent les premiers princes du sang. Charles de Bourbon-Soissons, comte de Soissons, cousin d'Henri IV et demi-frère du prince de Condé, se fait appeler « Monsieur le Comte » pour se distinguer du reste de la noblesse. Ce titre de courtoisie est transmis à son fils, Louis de Bourbon-Soissons, et par la suite aux comtes de Soissons de la maison de Savoie-Carignan, Thomas de Savoie-Carignan ayant épousé Marie de Bourbon, fille de Charles et sœur de Louis.

### Autres appellations
- Monsieur le Grand
- C'est l'appellation du Grand écuyer de France, elle est donc attachée à une fonction et non à la famille royale (la tradition étant d'attribuer la fonction et le titre à la Maison de Lorraine).